# Elektro-industrijal
Elektro-industrijal je muzički žanr blizak EBM-u i industrijskoj muzici koji je nastao sredinom '80-tih godina 20. veka. Od EBM-a se razlikuje uglavnom po strukturi: dok se u EBM-u teži minimalističkoj strukturi i čistoj produkciji, elektro-industrijal ima težak, mračan i kompleksan zvuk, dok su vokali uglavnom grubi, a nekad i distorzirani ili digitalizovani. Za razliku od industrijal metala, gitare se izbegavaju.
Tematika je uglavnom vezana za distopiju, urbano raspadanje, korporatističku i vladinu kontrolu, tehnološki napredak, kolektivizam protiv individualizma te benevolentnost protiv škrtosti i naučnu fantastiku. Prisutna je i horor-tematika, ali najviše u žanrovima izniklima iz elektro-industriala (agrotek, Dark Elektro).
Sredinom 90-tih iz ovog žanra su se razvili dark elektro i agrotek.
Predstavnici elektro-industrijala su Android Lust, Controlled Fusion, Decoded Feedback, In Strict Confidence, Rabia Sorda, Skinny Puppy, Wumpscut.

## Izvedeni žanrovi
1. Dark elektro je žanr blizak elektro-industrijalu. Nastao je u centralnoj Evropi sredinom '90-tih godina 20. veka. Karakterišu ga horor-tematika i semplovi iz horor-filmova. Predstavnici su Evil's Toy, GGFH, Ice Ages, Placebo Effect.
2. Agrotek predstavlja elektro-industrijal sa uticajem tehno muzike. Nastao je u otprilike isto vreme kao i dark elektro. Karakterišu ga agresivni ritmovi i distorzirani vokali, a tematika je militantna, pesimistička ili eksplicitna. Predstavnici su Aghast View, Amduscia, Agonoize, Cenobita, Combichrist, , , , Grendel, Suicide Commando, Tactical Sekt, -{Aslan Faction}, Forma Tadre--.